# Katalin Varga (film din 2009)
Katalin Varga este un film româno-britanic-maghiar din 2009, regizat de Peter Strickland. Filmările au avut loc în iulie 2006, dar activitatea de postproducție (montajul) a durat doi ani și jumătate din cauza dificultăților financiare. Regizorul filmului a reușit să finanțeze acest film după ce a primit din partea unui unchi o moștenire de 28.000 de lire sterline, cu care trebuia să-și cumpere un apartament.
Acțiunea filmului prezintă drumul parcurs de o femeie, care fusese siluită cu mai mulți ani în urmă, împreună cu fiul său (născut în urma violului), pentru a da de urmele violatorului și a se răzbuna. Filmările au fost realizate în Transilvania, iar rolurile sunt interpretate de actori maghiari și români, printre care Hilda Péter și Tibor Pálffy. Filmul a obținut mai multe premii naționale și internaționale, fiind apreciată în mod deosebit prestația actriței care a interpretat rolul principal. Printre premiile obținute sunt de remarcat Ursul de Argint pentru contribuție artistică deosebită în domeniul sunetului la Festivalul Internațional de Film de la Berlin (2009) și „Descoperirea europeană a anului” la Premiile Academiei Europene de Film (2009).

## Rezumat
Cu 11 ani înainte de începutul acțiunii, țăranca unguroaică Katalin Varga (Hilda Péter) făcea autostopul pentru a ajunge în satul în care locuia. O mașină a oprit în dreptul ei și doi bărbați necunoscuți și prietenoși s-au oferit să o ducă acolo, dar au oprit mașina la marginea unei păduri. Profitând de faptul că se aflau într-un loc izolat, unul dintre bărbați pe nume Antal Borlan (Tibor Pálffy) a violat-o, în timp ce Gergely (Roberto Giacomello), celălalt bărbat, privea și râdea. Femeia nu a spus nimănui că a fost siluită, iar ulterior a născut un băiat care a primit numele Orbán (Norbert Tankó). Copilul a fost crescut de Katalin, împreună cu soțul ei, Zsigmond (László Mátray), fără ca femeia să îi mărturisească acestuia rușinea pe care a îndurat-o din partea celor doi bărbați. 
După o perioadă, soțul Katalinei a aflat că Orbán era copilul altuia, deși Zsuzsa (Enikö Szabó), prietena Katalinei și singura persoană care aflase de viol, se jura că nu a spus nimănui ceea ce știa. Atitudinea localnicilor se schimbă după aflarea acestui eveniment neplăcut: o fetiță fuge de ea atunci când o vede, iar un bătrân nu-i răspunde la salut. Aflând că băiețelul său ar fi de fapt copilul altuia, Zsigmond își izgonește de acasă soția și copilul pentru a nu îndura rușinea de a fi catalogat drept soțul unei curve. 
Katalin îl ia pe Orbán și pleacă cu căruța din satul Visrek, spunându-i băiatului că se vor duce la bunica lui, care locuia la Székelypatak și era grav bolnavă. Cei doi se îndreaptă spre Miercurea Iadului și înnoptează acolo, fiind găzduiți în șura unui gospodar localnic. În timp ce copilul doarme, femeia se duce la cârciuma din sat și îl găsește acolo pe Gergely, care nu o recunoaște. Ea îl seduce, dansând cu el în jurul focului și merge cu el la o casă părăsită, unde îl înjunghie mortal în timp ce făceau dragoste. Înainte de a muri, Gergely îi spune numele celui care a batjocorit-o și satul unde locuia acela. Katalin târăște cadavrul celui ucis în pădure și apoi îl trezește pe Orbán și pleacă în grabă spre satul unde locuia violatorul.
Într-o gospodărie de munte unde poposise peste noapte sunt urmăriți de doi bărbați care vorbesc românește și pretind a fi polițiști. Katalin și Orbán pleacă în grabă de acolo, pe jos, în timp ce gazda lor este bătută cu bestialitate. În cele din urmă, mama și fiul ajung la Zalnokhely, un mic sat transilvănean în care se mutase Antal. Femeia constată cu surprindere că Antal Borlan era un bărbat complet schimbat, care avea o căsnicie fericită cu Etelka (Melinda Kántor). Cei doi soți nu aveau însă copii, deși erau căsătoriți de șapte ani, iar Etelka afirmă că este posibil ca unul dintre ei să fi făcut anterior un păcat mare. Copilul se împrietenește cu tatăl lui adevărat, niciunul dintre ei nefiind conștient de legăturile lor de sânge. Katalin devine o prietenă apropiată a soției lui Antal. 
Într-o plimbare cu barca pe Lacu Roșu, Katalin Varga le descrie cu cruzime celor doi soți scena violului, iar Antal își dă seama că el este cel vinovat, deși femeia nu-i rostește numele. În acea seară, bărbatul îi cere iertare și afirmă că este pregătit să-și ispășească vina, deoarece trăise ani de zile cu remușcări pentru fapta săvârșită. Discuția dintre cei doi este auzită întâmplător de Etelka, care se va spânzura în dimineața următoare. Sfășiat de durere, Antal este consolat de Orbán. În inima Katalinei se dă o luptă între dorința de pedepsire a violatorului și cea de iertare a tatălui copilului, sentimentul de ură pe care o animase înainte diminuându-se atunci când își dă seama că bărbatul nu corespunde imaginii pe care și-a făcut-o despre el. 
Antal îi spune lui Orbán că el este tatăl său, dar copilul nu înțelege și își imaginează că mama lui și Antal au fost amanți. Orbán fuge în pădure, iar părinții lui se duc să-l caute. Katalin este capturată în pădure de cei doi falși polițiști, iar unul dintre ei (Sebastian Marina) îi mărturisește în românește că este fratele soției lui Gergely. El vrea să-și răzbune sora care rămăsese văduvă și cu doi copii și o lovește pe Katalin cu toporul.

## Distribuție
- Hilda Péter - Katalin Varga
- Norbert Tankó - Orbán Varga
- László Mátray - Zsigmond Varga
- Roberto Giacomello - Gergely
- Tibor Pálffy - Antal Borlan (creditat Tibor Pálfy)
- Melinda Kántor - Etelka Borlan
- Sebastian Marina - cumnatul lui Gergely
- Attila Kozma - complice
- Enikö Szabó - Zsuzsa
- Zsolt Páll - vânzătorul de păsări
- Florin Vidamski - gazda
- Fatma Mohamed - soția gazdei
- Andrea Gavriliu - fata L.A.
- Raluca Sava - Sunflower
- Szilvia Majláth - fetița care cântă

## Producție
Scenariul filmului a fost scris de tânărul regizor britanic Peter Strickland (n. 1973), care realizase până atunci doar scurtmetraje. El a început filmarea primului său lung metraj, Katalin Varga, după ce a primit o moștenire de aproximativ 28.000 de lire sterline din partea unui unchi. Regizorul a vrut inițial să filmeze în Albania.
Traducerea scenariului în limba maghiară a fost realizată de Róza Neményi, iar cea în limba română de Ramona Jurcsik, Anikó Bordos și Sebastian Marina. Replicile traduse în maghiara din Ungaria au fost refăcute în maghiara din Ardeal, actrița Hilda Péter afirmând că „noi vorbim un pic altfel, în fraze mai scurte. Și felul în care gândim e diferit”. Rolurile principale au fost distribuite unor actori români de limbă maghiară care proveneau de la teatrele din apropiere. Echipa de producție a fost redusă numeric (12 persoane), iar regizori secunzi au fost Anikó Bordos și Zsolt Páll. Participanții la filmări au dormit în aceeași casă, pe saltele puse jos; costumele au fost cumpărate de la magazinele second hand. În primăvara anului 2006 a fost organizată o singură repetiție în apartamentul lui Tibor Pálffy, fiind filmată de regizor. Hilda Péter a afirmat că a fost impresionată de scenariu de la prima lectură.
Filmările au fost realizate în iulie 2006 și au durat 17 zile, ele desfășurându-se la Sfântu Gheorghe, Comandău, Slimnic, Pădureni (creditat Pădfureni), Belani (creditat Belami), Măgura, Lacu Roșu și în alte zone din estul Transilvaniei. Regizorul a ales acele locații din dorința de a obține o autenticitate mai mare și din respect pentru tradițiile locale, precum și din motive economice. Peter Strickland a afirmat că nu și-ar fi dorit să filmeze în altă parte, fiind mulțumit de peisajele din România și de colaborarea cu actorii români și unguri. Unele scene au fost repetate, apelându-se și la improvizații.
Producătorul Peter Strickland a rămas fără bani în timp ce filmul se afla în faza de postproducție, el fiind ajutat de producătorii români Oana și Tudor Giurgiu de la compania de producție Libra Film Productions. Cei doi producători români l-au întâlnit pe regizor la Salonic, iar acesta s-a plâns că nu găsește bani să-și termine filmul, fiind în pericol să abandoneze tot proiectul. Ei au hotărât să se implice în finalizarea filmului, fără să știe dacă-și vor recupera vreodată investiția.
Filmul a fost realizat de Hai-Hui Entertainment și Peter Strickland, cu sprijinul Centrului Național al Cinematografiei. La începutul filmului este făcută următoarea dedicație: „In Loving Memory of EDWARD STRICKLAND 1921-2001”. Au fost înscriși pe generic ca sponsori Philotei Tzouveli, Katherine Griffiths, Justin Turner, Nick Strickland și Loig Thivend. Pentru realizarea copiei finale au fost necesari doi ani și jumătate. Montajul a fost realizat la 42/B Studio din Budapesta în perioada octombrie 2006 - mai 2007, mixajul inițial de sunet la Fluid Zone din Bratislava în iunie - septembrie 2007, mixajul final de sunet la RDI Studio din Budapesta în mai-iunie 2008, iar etalonarea la Magyar Filmlabor din Budapesta în iunie 2008. A trebuit refăcută post-sincron vocea lui Orbán (fiul), care era în proces de evoluție. Imprimarea sunetului a fost realizată în vara anului 2008, inclusiv György Kovács și Gábor ifj. Erdélyi, colaboratori ai cineastului maghiar Bela Tarr. Activitatea de postproducție a fost coordonată de Andreea Dumitrescu. Pe genericul de final este înscris 2008 ca an de producție.

## Recepție
Majoritatea criticilor au primit acest film cu elogii. Criticii de la ziarul britanic The Guardian au afirmat că Katalin Varga este unul dintre cele mai bune filme de debut din 2009, „o poveste lentă, insistentă și profund dostoievskiană despre violență și răzbunare filmată într-un sat românesc”. Ei au lăudat drama cu accente horror, peisajele idilice și interpretările actorilor. Jonathan Romney afirma în The Independent că filmul lui Peter Strickland este „un film puternic, neliniștitor”, cu accente gotice, în care tensiunea crește treptat până la declanșarea unei tragedii inexorabile.
Jurnalistul de film Mihai Fulger a apreciat Katalin Varga drept un „debut remarcabil”, dar care are puține lucruri în comun cu Noul Cinema Românesc. Filmul este considerat un exemplu de realism mitic, apropiat ca stil de o tragedie antică. Elementele moderne au fost înlăturate până la minim, iar comportamentele personajelor sunt arhetipale. Comunitatea satului transilvănean trăiește după niște legi nescrise, adulterul și crima fiind două păcate impardonabile. Intriga este anticipată de unele evenimente pe care personajul principal nu și le poate explica inițial: o fetiță fuge atunci când o zărește pe câmp, iar sătenii refuză să o privească și să-i răspundă la salut. Regizorul creează suspans prin folosirea unor imagini întunecate și a unor sunete macabre, care au rol premonitoriu. Coloana sonoră este considerată excelentă, iar unele dialoguri sunt foarte intense (relatarea violului de către Katalin). Printre punctele slabe descoperite de Fulger se află prezența unui număr mare de cadre de legătură ca urmare a materiei epice insuficiente, unele dialoguri par banale și prea explicite (diferența dintre „soțul meu” și „tatăl tău” sau discursul ucigașului din finalul filmului), iar o parte din scene nu sunt suficient de puternice.
Criticul literar și de film Angelo Mitchievici a susținut că unul dintre personajele acestui film este peisajul românesc transilvănean, un spațiu mioritic format din dealuri și văi străbătute de ciobani cu turme de oi și din păduri care freamătă nostalgic. Această natură nu este însă idilică precum în peisajele grigoresciene, ci împrăștie un aer amenințător și vuiește surd de sunete chinuitoare, devenind scena unei tragedii. Chipul lui Katalin Varga se remarcă prin duritate și chiar cruzime, purtând o pecete a destinului ca în tragedia antică, iar actrița trece cu ușurință de la sentimentele materne la cele de răzbunare. Ea nu se lasă înduplecată de rugămințile lui Gergely, rămânând descumpănită însă când observă atașamentului instinctiv care se stabilește între băiat și tatăl lui adevărat. Din punct de vedere al dorinței de dreptate, Katalin Varga este comparată de critic cu Vitoria Lipan din romanul Baltagul al lui Mihail Sadoveanu. Mitchievici constată unele scăpări ale filmului printre care slaba motivație a bărbatul care o găzduiește pe Katalin de a refuza să dezvăluie prezența în casa lui a femeii și a copilului, lăsându-se bătut. Filmul conține o violență latentă, iar reconcilierea între făptaș și victimă pare a fi imposibilă, Katalin fiind ucisă atunci când nu-și poate împlini vendeta.
Jurnalista Ileana Bîrsan a afirmat că valoarea și complexitatea rolului Katalin Varga interpretat de talentata actriță Hilda Péter „se măsoară în expresii mult prea stridente și prin accente groase”.
În schimb, criticul Andrei Gorzo a considerat acest film un kitsch fără valoare artistică, dar cu un aer de melodramă. În opinia sa, regizorul debutant a ales Transilvania ca decor al filmului său numai pentru că i s-ar fi părut că ar fi o lume arhaică și tradițională, fără a se osteni să observe cum vorbesc și cum se comportă oamenii de acolo. Replicile și costumele purtate de țărani par livrești, dar nu și reale, iar actorii interpretează teatral și nu ca niște țărani autentici. Sunetul este lucrat cu migală, dar aduce a „frânturi de liturghie satanistă”, nefiind original. În concluzie, criticul consideră că „un englez a muncit ani întregi, cu atâta dăruire și pe banii lui, pentru a aduce înapoi pășunismul în filmul românesc”.

## Premii
Katalin Varga a fost nominalizat la Premiile Gopo 2010 la șapte categorii: cel mai bun film de lung metraj, cea mai bună actriță într-un rol principal (Hilda Péter), cel mai bun actor într-un rol secundar (Tibor Pálffy), cea mai bună imagine (Márk Györi), cel mai bun montaj (Mátyás Fekete), cel mai bun sunet (György Kovács, Gábor Erdélyi și Tamás Székely) și cea mai bună muzică originală (Steven Stapleton și Geoff Cox). El a obținut doar Premiul pentru cea mai bună actriță în rol principal, acordat actriței Hilda Péter.
De asemenea, pentru interpretarea sa în acest film, actrița Hilda Péter a obținut în anul 2009 Premiul de interpretare feminină al Uniunii Cineaștilor din România (UCIN).
Filmul a obținut Premiul Ursul de Argint pentru contribuție artistică deosebită în domeniul sunetului (György Kovács, Gábor Erdély și Tamás Székely) la Festivalul Internațional de Film de la Berlin, Marele Premiu la Festivalul de la Copenhaga, Premiul pentru regie la Festivalul de Film din Muntenegru, Marele Premiu la Festivalul de Film din Piestany (Slovacia), Premiul pentru cel mai bun film străin la Festivalul de Film de la Calgary (Canada), „Descoperirea europeană a anului” la Premiile Academiei Europene de Film de la Ruhr Metropolis (Germania), Premiul Special al Juriului la Festivalul de Film de la Mumbai (India) în anul 2009 și Premiul pentru cel mai bun film de ficțiune la Festivalul Internațional RiverRun din Winston - Salem (SUA) din 2010. De asemenea, actrița Hilda Péter (de la Teatrul Maghiar din Cluj) a câștigat Premiul pentru cea mai bună interpretare la cea de-a șaptea ediție a Festivalului de Film de la Bruxelles și Premiul pentru cea mai bună actriță la Festivalul Internațional de Film Golden Orange din Antalya (Turcia).